# Müfit Erkasap
Müfit Erkasap (* 11. Juni 1957 in Şanlıurfa) ist ein ehemaliger türkischer Fußballspieler und -trainer. 

## Sportliche Karriere
Erkasap begann seine Karriere im Jahr 1974 bei Galatasaray Istanbul. In seinen ersten zwei Jahren bei den Gelb-Roten kam er zu sieben Ligaspielen. Am Ende der Saison 1975/76 war er im Finale des türkischen Pokals im Einsatz und gewann mit seinen Mannschaftskollegen gegen Trabzonspor das Endspiel. Die darauffolgenden Spielzeiten gehörte Erkasap zur Stammmannschaft. 
Seinen zweiten und letzten Pokal gewann Erkasap im Başbakanlık Kupası. Im Finale traf Galatasaray als Vizemeister der Saison 1978/79 auf den Pokalfinalisten Altay İzmir. Galatasaray gewann mit 1:0 und das Siegtor traf per Elfmeter Fatih Terim. Erkasap beendete seine Karriere im Sommer 1983.

## Trainerkarriere
Die erste und einzige Erfahrung als Cheftrainer machte Müfit Erkasap bei Galatasaray Istanbul gegen Ende der Saison 1994/95. Er wurde Nachfolger von Reinhard Saftig. In neun Ligaspielen gewann Erkasap mit seiner Mannschaft fünf Spiele, spielte dreimal Remis und verlor eine Begegnung. Die Saison endete auf dem 3. Tabellenplatz.
Zum Ende der Saison gewann er als Trainer den Başbakanlık Kupası. Von 1996 bis 2004 war Erkasap Co-Trainer von Fatih Terim.

## Erfolge
Als Spieler
Galatasaray Istanbul
- Türkischer Fußballpokal: 1976
- Başbakanlık Kupası: 1979

Als Trainer
Galatasaray Istanbul
- Başbakanlık Kupası: 1995